# Neukirchen vorm Wald
Neukirchen vorm Wald település Németországban, azon belül Bajorországban. Lakosainak száma 3053 fő (2023. december 31.). Neukirchen vorm Wald Witzmannsberg, Tittling, Fürstenstein, Aicha vorm Wald, Tiefenbach, Ruderting és Hutthurm községekkel határos.

## A település részei
- Büchl
- Dettenbachhof
- Döttlmühle
- Ferzing
- Feuerschwendt
- Fratzendorf
- Friebersdorf
- Geierhof
- Geiermühle
- Götzendorf
- Grubhof
- Gstöcket
- Haag
- Höherberg
- Hötzendorf
- Klessing
- Kolomann
- Loosing
- Möging
- Neppersdorf
- Neukirchen vorm Wald
- Niesberg
- Pilling
- Pirking
- Renning
- Richting
- Saag
- Sanzing
- Sickenthal
- Stallham
- Steinhof
- Stelzmühle
- Streifing
- Vocking
- Waldenreut
- Waldenreuthermühle
- Watzing
- Weg
- Weiding
- Weisching
- Witzling

## Népesség
A település népessége az elmúlt években az alábbi módon változott:
| Lakosok száma | 1202 | 2123 | 1907 | 2071 | 2689 | 2731 | 2786 | 2854 | 2941 | 3053 |
|               | 1875 | 1950 | 1975 | 1987 | 2012 | 2014 | 2016 | 2017 | 2021 | 2023 |